# Các vườn Hevsel
Các vườn Hevsel là khu vực bao gồm 700 ha đất đai màu mỡ gần bờ sông Tigris, giữa pháo đài Diyarbakır và bờ sông. Các khu vườn đã được thêm vào danh sách di sản di sản dự kiến của UNESCO vào năm 2013 và chính thức trở thành một Di sản thế giới cùng với pháo đài Diyarbakır vào năm 2015. Các khu vườn chính là khu vực quan trọng, khi nó là nguồn cung cấp thực phẩm và khu vực dẫn nước sinh hoạt từ sông Tigris cho pháo đài Diyarbakır.

## Lịch sử
Vườn Hevsel được nhắc đến lần đầu tiên trong biên niên sử của người Aramean có niên đại từ thế kỷ thứ 9 trước Công nguyên. Khu định cư Diyarbakır trên các ngọn đồi gần đó được thiết lập sớm hơn khoảng thời gian này. Diyarbakır ban đầu được gọi là Amid được xây dựng trên một vách đá bazan nhìn ra sông Tigris. Năm 866 TCN, thành phố đã phải chống lại cuộc bao vây của vua Assyria Ashurnasirpal II,và khi thành phố thất thủ, các khu vườn bị phá hủy như một hình thức trừng phạt. Thành phố được củng cố lại và trở thành địa điểm có tầm quan trọng trong khu vực trong thời kỳ Hy Lạp, La Mã, Sassanid, Đông La Mã, Hồi giáo, Ottoman cho đến thời hiện đại.